# Josie (Lied)
Josie  ist ein Song der Jazz-Rockband Steely Dan, der 1978 als erste Single aus dem Album Aja veröffentlicht wurde. Er erreichte Platz 26 in den Billboard-Charts.

## Allgemeines
Becker und Fagen hatten eine frühe Version von Josie geschrieben, lange bevor die Aufnahmen für Aja stattfanden.
Becker spielt ein Gitarrensolo auf dem Lied, eines der wenigen auf Aja. Steely-Dan-Biograf Brian Sweet lobte sein Solo.

## Besetzung
- Donald Fagen – Gesang, Synthesizer
- Walter Becker – Gitarrensolo
- Larry Carlton – Gitarre
- Victor Feldman – Elektrisches Klavier
- Chuck Rainey – Bass
- Jim Keltner – Schlagzeug, Percussion
- Timothy B. Schmit – Hintergrundgesang